# Farfalle

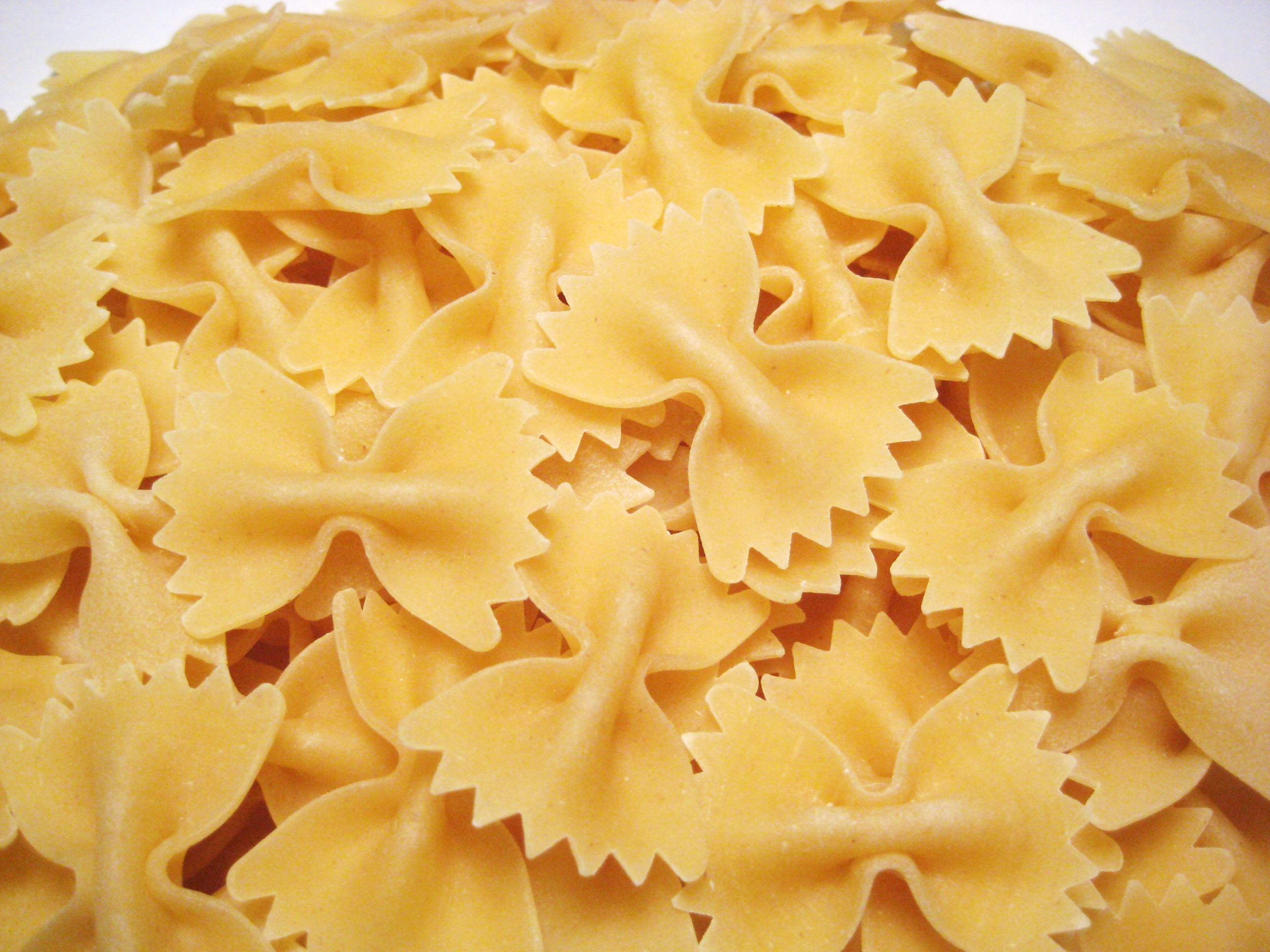
Farfalle

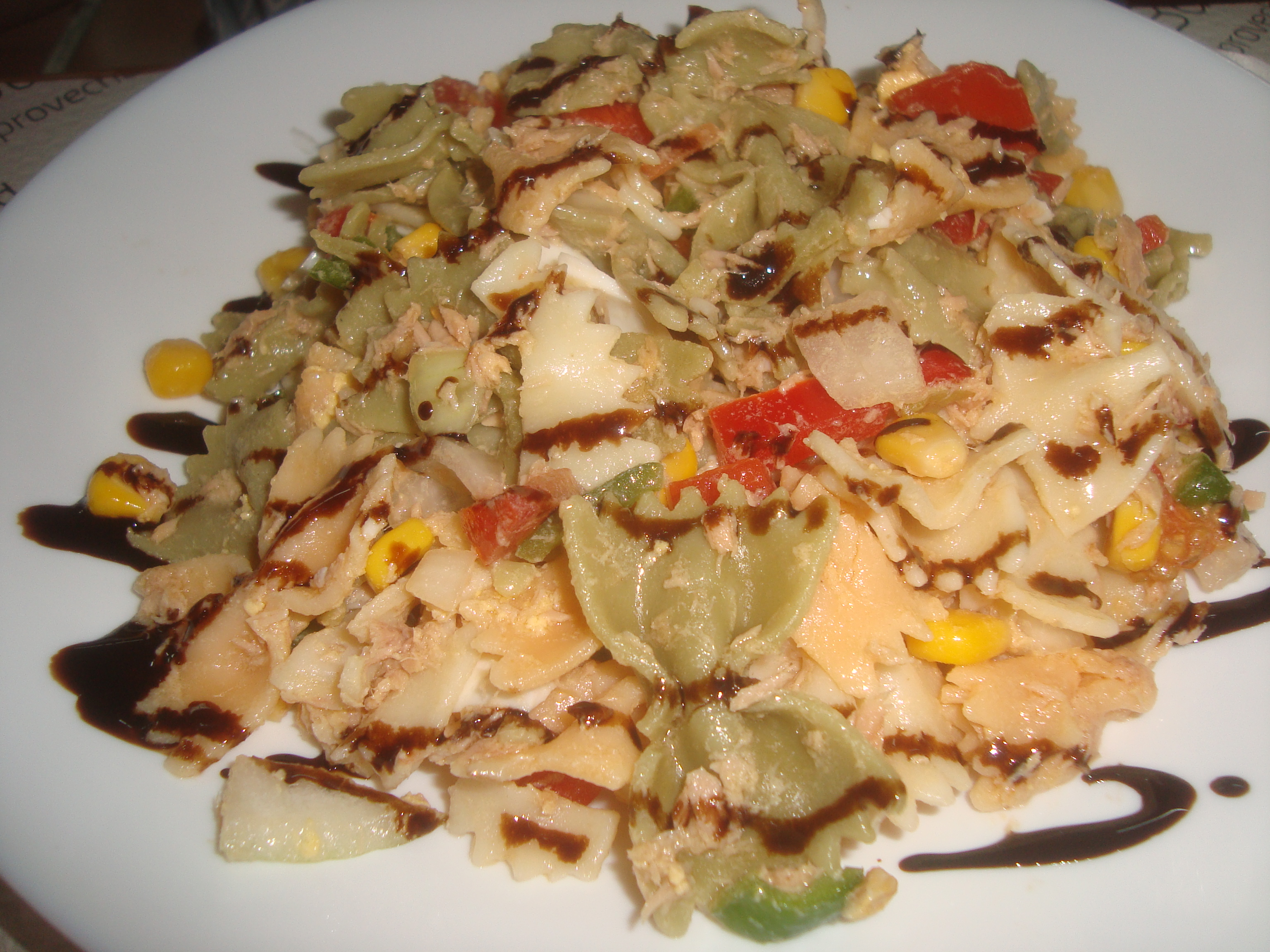
Farfalle.

Farfalle är en typ av pasta, också kallad pastafjärilar. Ordet kommer också från italienskans ord för fjäril – farfalla. Farfalle är pluralformen, alltså fjärilar.
Farfalle finns i flera olika storlekar, men har alltid samma form – räfflade kanter och ett hoptryckt mittparti. Större farfallesorter kan kallas farfallone och mindre farfalline. 
Formen på farfalle gör att konsistensen blir annorlunda i mitten jämfört med kanterna. Mittpartiet har något mer tuggmotstånd.

### Fotnoter
1. ↑  ”farfalle”. www.ne.se. https://www.ne.se/uppslagsverk/encyklopedi/l%C3%A5ng/farfalle. Läst 6 september 2019.